# Carpodinus
Genre
Classification APG III (2009)
Carpodinus est un genre de plantes à fleurs de la famille des Apocynaceae. C'est un synonyme du genre Landolphia.

## Espèces
- Carpodinus oocarpa